# Wolfgang Neininger
Wolfgang Neininger (* 4. Februar 1926 in Müllheim; † 30. November 2020 in Rheinfelden) war ein Violinist, Pianist und Komponist sowie Dirigent und Dozent für Musiktheorie und Satzlehre an der Hochschule für Musik und der Schola Cantorum Basiliensis in Basel.

## Leben und Wirken
Wolfgang Neininger wuchs in seinem Geburtsort Müllheim auf, wo er früh mit der Musikerausbildung begann. Seine erste Komposition schrieb er bereits als Sechsjähriger. Sein Vater Albin Neininger, der von Beruf Musiklehrer an den Schulen Müllheims war, wurde von den Nationalsozialisten zusammen mit seiner Familie nach Karlsruhe strafversetzt, weil er sich in Müllheim u. a. auch für jüdische Kinder eingesetzt hatte. Wolfgang Neininger konnte in Karlsruhe die weitere Musikerausbildung an der Musikhochschule Karlsruhe als Jungstudent, also während der Schulzeit ohne Abitur, beginnen. Nach der Versetzung des Vaters nach Straßburg setzte er dort sein Musikstudium am Konservatorium in Geige, Klavier und Komposition fort und erwarb 1943 das Abitur. Er gehörte zur kleinen Zahl an Musikstudenten, die auf Grund ihrer Leistungen vom Kriegsdienst befreit wurden. Als 16-Jähriger konnte er Das Wohltemperierte Klavier von Johann Sebastian Bach auswendig vortragen.
Während der Zivilinternierung der Familie in Frankreich 1944–1945 komponierte Neininger seine 24 Variationen über ein eigenes Thema für Klavier. Im Jahr 1946 konnte die Familie nach Deutschland zurückkehren. Generalmusikdirektor Lessing ließ Wolfgang Neininger vorspielen und engagierte ihn sofort als Ersten Geiger und Pianisten beim SWF-Symphonieorchester in Baden-Baden. Gleichzeitig begann Neininger sein Studium der Philosophie in Freiburg und Basel.
Als Paul Sacher, der Mäzen für Alte und Neue Musik in Basel, als Gastdirigent in Baden-Baden 1947 auf ihn aufmerksam wurde, erhielt er seinen Ruf für Musiktheorie und Komposition an die Musikhochschule Basel. Bevor er den Dienst in Basel antrat, unterwarf er sich den Abschlussprüfungen für das Lehr- und Solistendiplom in Komposition, Klavier und Violine. Ab dieser Zeit war er 40 Jahre lang Dozent für Musiktheorie und Satzlehre an der Basler Musikhochschule und danach weitere 20 Jahre Experte bei Abschlussprüfungen. Zahlreiche Schüler wurden bekannte Musiker und Musikpädagogen (u. a. Yasunori Imamura, Veronika Hampe). In der Volkshochschule Basel veranstaltete er regelmäßig Seminare über verschiedene Musiktraditionen.
Er war Gründungsmitglied und zeitweise Konzertmeister der Cappella Coloniensis des Westdeutschen Rundfunks in Köln. Beim Collegium Aureum war er Gründungsmitglied, er war Mitbegründer und Ehrenmitglied der Deutschen Händel-Solisten des Badischen Staatstheaters Karlsruhe und zeitweise Leiter des Freiburger Bachchors (1947/1948). Daneben dirigierte Neininger bis 2016 das Collegium Musicum Schopfheim, ein Ensemble von Laien, welches 1952 gegründet wurde.
Zahlreiche Konzertreisen führten ihn ins Ausland u. a. in die Queen Elizabeth Hall in London und die Waseda-Universität in Shinjuku, wo er 1987 nicht nur eine Gedenkrede zu Hiroschima hielt, sondern auch sein Auftragswerk Variationen zu vier japanischen Volksliedern uraufführte.
Er wurde 1959 Mitglied im Rotary Club Lörrach und war 2006 Gründungsmitglied des Rotary Clubs Schopfheim-Wiesental. Für seinen kulturellen Einsatz wurde er von Rotary International mit der Paul-Harris-Medaille gewürdigt.
Auch mit dem Bundesverdienstkreuz wurde er ausgezeichnet.
Die ausführliche Neiningersche Biographie besteht laut seinem Schüler Pascal Trudon aus drei DVDs.
Wolfgang Neininger war seit 1948 mit der Schauspielerin und Theater-Regisseurin Marianne Neininger geborene Herbster (geb. 15. Mai 1927, gest. 5. Februar 2013) verheiratet. Sie betrieb mit einer Laienspielgruppe das Theater auf der Au in den früheren Brauerei-Gebäuden ihrer Großeltern in Schopfheim. Neiningers hatten zwei Kinder, Tochter Claudia Redel und Sohn Johannes Neininger.